# Erismatica
Erismatica é um gênero de traça pertencente à família Brachodidae.